# Чикле

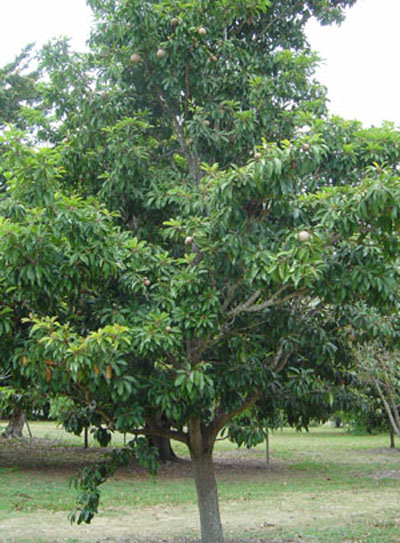
Дерево саподилла

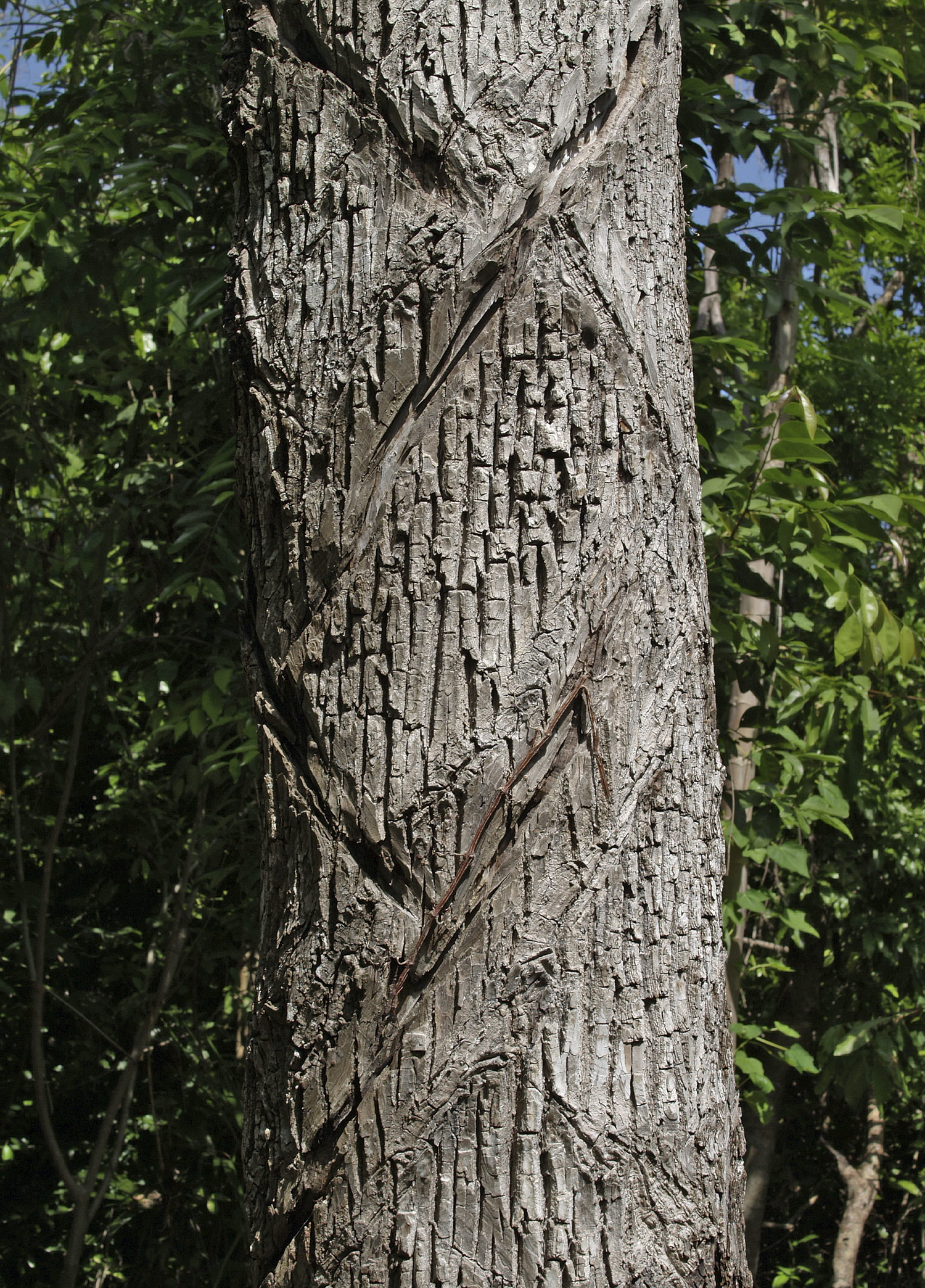
Следы надрезов на дереве Manilkara zapota сделанных для извлечения сока

Чи́кле — натуральный сок латекса, который выделяют из деревьев рода Manilkara (Manilkara zapota, Manilkara bidentata) при надрезе коры. Он даёт натуральную камедь, известную как каучук. Традиционно используется при производстве жевательной резинки и других продуктов.
Чикле, свежий сок дерева, похожий на коровье молоко, быстро густеет при контакте с воздухом и становится жёлтой липкой массой. Её доводят до консистенции крема с помощью кипячения, после чего продукт осаживают и разрезают на кусочки.

## Этимология
Слово чикле (исп. chicle) произошло от слова tzictli из языка науатль, которое переводится как «липкая вещь». Альтернативная версия говорит, что термин мог прийти из слова tsicte языков майя. Чикле было хорошо знакомо ацтекам и майя. Ранние европейские переселенцы ценили его за необычный аромат и большое содержание сахара. На испанском языке жевательную резинку сейчас называют chicle.

## История
Ацтеки и майя традиционно жевали чикле для снижения чувства голода, освежения дыхания и очистки зубов. Майя также использовали чикле для заделывания отверстий в зубах.
Исторически компания Adams Chewing Gum Company использовала чикле как основной ингредиент при производстве жевательной резинки.
Земельная реформа, прошедшая в Гватемалe в 1952 году, положила конец феодальным трудовым отношениям. Неиспользованные земельные участки перешли в государственную собственность и были проданы крестьянам и индейцам. Компания William Wrigley Company остановила закупки гватемальского чикле. Так как она была единственным покупателем чикле, правительство было вынуждено развернуть программу поддержки производителей.
К 1960-м большинство производителей жевательной резинки перешли от натурального чикле к синтетическим каучукам на основе бутадиена, более дешёвым в производстве. Лишь несколько небольших компаний продолжают производить жевательную резинку из чикле. Это компании Glee Gum, Simply Gum и Tree Hugger Gum.

## Технология сбора
Местные собиратели чикле называются чикле́ро (исп. chicleros). Техника сбора состоит в нанесении зигзагоподобных надрезов на ствол дерева с последующим сбором капающей жидкой субстанции (смолы) в небольшие пакеты. После этого собранное вещество кипятят и доводят до нужной консистенции. На стволе саподиллы, когда дерево достигает возраста 25 лет, на высоте примерно 10 метров делают косые надрезы, которые спускаются до основания ствола, образуя один большой канал. Таким образом латекс стекает по надрезам и собирается в нижней части дерева. Сок этого дерева на 25—30 % состоит из каучука. За шесть часов собирается около 100 кг смолы. Эту процедуру можно повторять не чаще, чем один раз в несколько лет. Но даже в таком случае 15 % деревьев погибает.
Саподилла (Manilkara zapota) выращивается в странах Центральной Америки, а также в Азии (Индия, Шри-Ланка, Филиппины). Сбор латекса длится 6 месяцев в году. За это время один человек успевает обработать 200—300 деревьев, а за сезон заготовить до тонны сырого чикле. Сок собирают в специальную посуду и кипятят, чтобы удалить около 2/3 воды. В результате получают полутвердую массу, которую отливают в блоки по 10 кг.